# فابیو میرتی
فابیو میرتی (انگلیسی: Fabio Miretti؛ زادهٔ ۳ اوت ۲۰۰۳) بازیکن فوتبال اهل ایتالیا است که به صورت قرضی از یوونتوس برای باشگاه جنوا بازی می‌کند.
وی همچنین در تیم‌های ملی فوتبال زیر ۱۵ سال ایتالیا، زیر ۱۶ سال ایتالیا، زیر ۱۷ سال ایتالیا و زیر ۱۹ سال ایتالیا بازی کرده‌است.